# European Food
European Food este o companie producătoare de alimente din România, parte a grupului European Drinks & Foods, din care mai fac parte firmele European Drinks și Scandic Distilleries.
Compania produce chips-urile, biscuiții, cerealele, popcorn-ul și pernițele Viva, napolitanele Naty, alunele Olla, cerealele glazurate Rollo, biscuiții sărați Jack Pot, ketchup-ul , pasta de tomate și oțetul Regal și pastele făinoase Pasta DI'TALIA.
De asemenea mai produce bere, snacksuri, și cereale pentru micul dejun
Compania European Food deține și o fabrică de bere la Drăgănești, județul Bihor.
Firma are o cotă de aproximativ 9% pe piața berii, cu brandurile Burger, Favorit și Srevus fiind lider pe segmentul berii la PET (octombrie 2008).
Firma mai produce și sucurile Adria și Frutti Fresh fiind pe locul 5 în topul firmelor de sucuri.
În februarie 2016, European Food, a câștigat definitiv procesul intentat statului român la ICSID, Curtea de Arbitraj de pe lângă Banca Mondială, și trebuie să primească despăgubiri de peste 200 de milioane de euro.
Număr de angajați în 2005: 1.550
Cifra de afaceri în 2005: 141,8 milioane euro